# Utralvoherpia
Utralvoherpia is een geslacht van wormmollusken uit de  familie van de Amphimeniidae.

## Soort
- Utralvoherpia abyssalis Salvini-Plawen, 1978